# Primera División de Bolivia 1960
El Campeonato Nacional de 1960 fue el 1.er torneo nacional de primera división en Bolivia que organizó la Federación Boliviana de Fútbol. El Campeón Nacional fue el Club Wilstermann por cuarta vez en su historia obteniendo el Tetracampeonato Nacional 1957-1958-1959-1960 y constituyéndose hasta la actualidad (2015) en el único Tetra-Campeón Nacional del fútbol profesional boliviano.
El campeonato fue jugado entre diciembre de 1960 y el 14 de marzo de 1961. Los 8 clubes participantes fueron distribuidos en dos series de cuatro equipos. Los clubes de cada serie compitieron todos contra todos en dos vueltas (local y visitante), jugando un total de 6 partidos cada uno.
Los 2 primeros de cada serie (Bolívar, Wilstermann, Aurora y Municipal) clasificaron al cuadrangular final.

## Participantes

### Información general
| Equipo            | Ciudad     |
| ----------------- | ---------- |
| Always Ready      | La Paz     |
| Aurora            | Cochabamba |
| Bolívar           | La Paz     |
| Chaco Petrolero   | La Paz     |
| International     | Oruro      |
| Jorge Wilstermann | Cochabamba |
| Municipal         | La Paz     |
| San José          | Oruro      |

## Fase de grupos

### Grupo A
| Pos | Equipo       | Pts | PJ | G | E | P | GF | GC | Dif |
| --- | ------------ | --- | -- | - | - | - | -- | -- | --- |
| 1º  | Bolívar      | 10  | 6  | 4 | 2 | 0 | 10 | 4  | 6   |
| 2º  | Wilstermann  | 5   | 6  | 2 | 1 | 3 | 13 | 11 | 2   |
| 3º  | San José     | 5   | 6  | 2 | 1 | 3 | 6  | 15 | -9  |
| 4º  | Always Ready | 4   | 6  | 2 | 0 | 4 | 12 | 13 | -1  |

|  | Clasificados al Cuadrangular Final por puntos y mejor gol diferencia. |

| Bolívar     | 1 - 1 | San José     | Olímpico La Paz |
| Wilstermann | 4 - 3 | Always Ready | Félix Capriles  |

| Always Ready | 1 - 4 | Bolívar     | Olímpico La Paz |
| San José     | 2 - 1 | Wilstermann | Jesús Bermúdez  |

| Bolívar      | 3 - 1 | Wilstermann | Olímpico La Paz |
| Always Ready | 5 - 1 | San José    | Olímpico La Paz |

| San José     | 1 - 3 | Bolívar     | Jesús Bermúdez  |
| Always Ready | 3 - 2 | Wilstermann | Olímpico La Paz |

| Bolívar     | 1 - 0 | Always Ready | Olímpico La Paz |
| Wilstermann | 5 - 0 | San José     | Félix Capriles  |

| San José    | 1 - 0 | Always Ready | Jesús Bermúdez |
| Wilstermann | 0 - 0 | Bolívar      | Félix Capriles |

### Grupo B
| Pos | Equipo                 | Pts | PJ | G | E | P | GF | GC | Dif |
| --- | ---------------------- | --- | -- | - | - | - | -- | -- | --- |
| 1º  | Aurora                 | 7   | 6  | 3 | 1 | 2 | 10 | 5  | 5   |
| 2º  | Deportivo Municipal    | 7   | 6  | 3 | 1 | 2 | 13 | 9  | 4   |
| 3º  | Chaco Petrolero        | 7   | 6  | 3 | 1 | 2 | 16 | 17 | -1  |
| 4º  | International de Oruro | 3   | 6  | 1 | 1 | 4 | 9  | 17 | -8  |

|  | Clasificados al Cuadrangular Final por puntos y mejor gol diferencia. |

| Municipal     | 0 - 0 | Aurora          | Olímpico La Paz |
| International | 2 - 3 | Chaco Petrolero | Jesús Bermúdez  |

| International | 0 - 1 | Municipal       | Jesús Bermúdez |
| Aurora        | 0 - 2 | Chaco Petrolero | Félix Capriles |

| Aurora          | 4 - 0 | International | Félix Capriles  |
| Chaco Petrolero | 2 - 4 | Municipal     | Olímpico La Paz |

| Chaco Petrolero | 4 - 4 | International | Olímpico La Paz |
| Aurora          | 2 - 0 | Municipal     | Félix Capriles  |

| International | 0 - 3 | Aurora          | Jesús Bermúdez  |
| Municipal     | 6 - 2 | Chaco Petrolero | Olímpico La Paz |

| Chaco Petrolero | 3 - 1 | Aurora        | Olímpico La Paz |
| Municipal       | 2 - 3 | International | Olímpico La Paz |

## Cuadrangular Final
El cuadrangular final comenzó a disputarse el 26 de febrero de 1961 en La Paz con una victoria de Wilstermann sobre Municipal por 3 a 2, Aurora en Cochabamba goleó por 4 a 0 a Bolívar. Posteriormente Municipal goleó por 5 a 0 a Bolívar y en Cochabamba se jugó el clásico cochabambino con victoria de Wilstermann por 3 a 2 frente a Aurora.
En el cuadrangular final se jugaron 4 partidos, en ese momento la Asociación de Fútbol La Paz autorizó arbitrariamente una serie de partidos internacionales de Municipal, Bolívar y The Strongest contra Cerro Porteño de Paraguay lo que alteraba las fechas del campeonato nacional.
Ante esta situación la Federación Boliviana de Fútbol indicó que la Confederación Sudamericana de Fútbol puso como fecha máxima el 15 de marzo de 1961 para inscribir al campeón boliviano a la Copa Libertadores 1961.
Debido a la falta de acuerdo entre la Federación Boliviana de Fútbol y la AFLP, El 9 de marzo de 1961, la Federación Boliviana de Fútbol decidió que los dos primeros como marchaba el certamen definan el título de campeón nacional puesto que quedaban 6 días para inscribir al campeón boliviano. El 12 de marzo de 1961 se jugó el clásico cochabambino con victoria de Aurora por 4 a 1 frente a Wilstermann, como el primer clásico fue victoria de Wilstermann y el segundo de Aurora, se jugó un partido definitorio el 14 de marzo de 1961, Wilstermann ganó el clásico por 3 a 1 obteniendo su Cuarto Título Consecutivo.
| Pos | Equipo              | PJ | Pts |
| --- | ------------------- | -- | --- |
| 1º  | Wilstermann         | 3  | 4   |
| 2º  | Aurora              | 3  | 4   |
| 3º  | Deportivo Municipal | 2  | 2   |
| 4º  | Bolívar             | 2  | 0   |

|  | Jugaron la Final por el Título Nacional. |

### Desempate por el título
| Anotado | 10' | Fausto Villarroel |
| Anotado | 23' | Rómulo Cortez     |
| Anotado | 25' | César Sánchez     |

| Anotado | 50' | Carlos Loma |

| Anotado | 10' | Fausto Villarroel |
| Anotado | 23' | Rómulo Cortez     |
| Anotado | 25' | César Sánchez     |

| Anotado | 50' | Carlos Loma |

## Campeón
| Tetracampeón Nacional 1957-1958-1959-1960 Wilstermann Cuarto Título Nacional |